# Alessandro Maragliano
Alessandro Maragliano (Voghera, 1850 – Napoli, 1942) è stato un poeta e linguista italiano.
Meglio conosciuto dai suoi concittadini dell'epoca come Lissandren dra Roussela (traduzione: Alessandrino della Russéla) legato al fatto che abitava in quella che era conosciuta dai vogheresi come piassa Russela, ovvero piazza Rossella, da Porta Rossella, una delle cinque porte di Voghera, dalla quale usciva la strada Romea in direzione di Tortona e Genova oggi piazza Meardi.
Pittore, giornalista, linguista, e poeta rigorosamente dialettale si dedicò con passione allo sviluppo ed al mantenimento della cultura locale. Organizzatore di eventi culturali e promotore di iniziative che ebbero al centro i giovani del posto assieme ad intellettuali anticonformisti dell'epoca.
Tra le sue opere vanno ricordate Biografie e profili vogheresi, Sestine e sonetti in dialetto vogherese, ed il Dizionario vogherese-italiano.